# ماري بيث بوكانان
ماري بيث بوكانان (بالإنجليزية: Mary Beth Buchanan)‏ هي محامية أمريكية، ولدت في 25 يوليو 1963 في Roscoe, Pennsylvania ‏ في الولايات المتحدة.

## وصلات خارجية
- ماري بيث بوكانان على موقع إن إن دي بي (الإنجليزية)